# 小浪博英
小浪 博英（こなみ ひろひで、1942年（昭和17年）7月 - ）は、日本の工学者。専門は都市工学。博士（工学）。駅前広場の「小浪式」考案者である。

## 概要
専門は都市工学であるが、長い行政経験を生かして、国土計画、地域計画、都市計画、観光振興、国際協力等幅広く研究している。また、国内の1000カ所以上のまちづくりの指導をしてきたほか、フィリピン、インドネシア、マレーシア、エジプト、イエメン等の国際技術協力を指導してきた。
土木学会、日本都市計画学会、日本国際観光学会、燈光会会員。
現在、社団法人国土政策研究会・社団法人木の総合文化・ウッドレガシー推進協議会の各専務理事を務めているほか、川崎市登戸土地区画整理審議会会長（2010年就任）、東アジア住宅・計画会議(EAROPH)理事、全日本土地区画整理士会編集参与、都市環境デザイン会議運営委員、江東区の水辺に親しむ会理事、TPI都市計画研究所相談役などとして活動している。

## 略歴
1942年7月、東京に生まれる。静岡県賀茂郡竹麻村（現在の南伊豆町）竹麻小学校、東京都練馬区石神井東中学校、東京都立武蔵丘高等学校、東京大学工学部都市工学科を経て、1966年に建設省に入省して都市局区画整理課配属された。以後、建設省、国土庁、京都府、愛知県、福島県、住宅都市整備公団、地域振興整備公団、ハーバード大学大学院留学、フィリピン大学客員教授などを歴任して1996年に退官。
同年、東洋大学国際地域学部創設に参画し、教授兼地域活性化研究所所長として7年間在籍した後、4年制の東京女学館大学創設のため同大学に移籍。2008年に帝京平成大学に移り現代ライフ学部教授。2009年には同学部にレジャービジネス学科を創設し、初代学科長に就任後2013年退職、現在社団法人国土政策研究会専務理事。2012年瑞宝小綬章。

## 著書
- 『土木計画』 彰国社〈図説土木工学基礎講座〉、1999年（鈴木信太郎・広瀬盛行との共著）
- 『環境共生社会学』 朝倉書店、2004年（松尾友矩監修、東洋大学国際共生社会研究センター編）
- 『実学としての都市計画』 ぎょうせい、2008年（渡部與四郎監修、実学としての都市計画編集委員会編）
- 『まちづくり政策実現ガイド』ぎょうせい、2010年（今井晴彦、上田紘士、司波寛との共編著）